# Jane Squire
Jane Squire (1686 – 1743) fue una científica y escritora inglesa que fue la única mujer que participó abiertamente en los debates del siglo XVIII sobre la solución al problema de la determinación de la longitud en el mar. Fue la única de dos mujeres (la otra fue Elizabeth Johnson, quien participó de manera anónima) que envió propuestas a la Junta de Longitud con el objetivo de obtener una recompensa.

## Vida y carrera
Jane nació y fue bautizada en York en 1868 y murió en Londres en 1743. Sus padres, Priscilla y Robert Squire, eran prósperos e influyentes. Squire se trasladó a Londres en 1720 donde, aunque se encontraba envuelta en litigios y estuvo presa por tres años debido a sus deudas, utilizó sus influencias para perseguir su proyecto de determinación de la longitud que se basaba en cuestiones religiosas, y en la circulación de su libro, A Proposal to Determine our Longitude (dos ediciones, 1742 y 1743) También envió copias a Roma con la intención de obtener el apoyo del Papa Benedicto XIV.
Squire nunca se casó. Estaba determinada a hacerse escuchar a pesar de su condición de mujer. Incluyó en su libro una carta que le escribió a Sir Thomas Hanmer en 1733 donde afirmaba: "No recuerdo ningún juguete que no me parezca un instrumento matemático; ni un instrumento matemático que no me parezca un juguete: no veo, por lo tanto, no veo por qué debería limitarme a las agujas, los naipes y los dados". Hanmer era uno de los Comisionados de la Junta de Longitud y su respuesta, también incluida en el libro de Squire, señalaba que: "debe esperar que exista algún prejuicio debido a su sexo". Aunque su propuesta era impracticable, logró atraer la atención de personas influyentes, incluyendo a Hans Sloane y Abraham de Moivre. Permaneció convencida hasta sus últimos días que merecía una recompensa por su trabajo. Un obituario en el Daily Post se refirió a ella como "una mujer excelentemente versada en Astronomía, Filosofía, y la mayor parte de Literatura cortés”.

## Propuesta para determinar la longitud
La propuesta de Squire para determinar la longitud en el mar se basaba en los conocimientos contemporáneos de la astronomía, y también se basaba en su cosmovisión religiosa. Proponía dividir los cielos en más de un millón de segmentos y fijar el reloj sidéreo en la posición de la Estrella de Belén al momento del nacimiento de Jesús. Propuestas como ésta, con motivaciones religiosas, no eran infrecuentes en la época. La intención era que el reloj permitiera anunciar la hora desde los campanarios de las iglesias, sumado al uso de boyas marinas (descriptas como criaturas marinas artificiales) para facilitar el mapeo.
Cuando Benedict XIV recibió el libro de Squire consultó a la Accademia delle Scienze dell'Istituto di Bologna para que la evaluaran. Su respuesta no fue positiva, aunque indicaron que las mujeres debían ser apoyadas para que estudiaran matemáticas. El trabajo de Squire no fue considerado en ninguna de las reuniones de la Junta de Longitud y en el siglo XX fue rechazada como una de los muchas soluciones sin sentido que circulaban en aquel entonces. Más recientemente, los académicos han comenzado a considerar su contribución y las respuestas de sus contemporáneos más seriamente, a fin de entender las culturas científicas y religiosas de la época, y la importancia del género y la clase social en la posibilidad de participar de esos debates.